# スモーキング (漫画)
『スモーキング』は、岩城宏士による日本の漫画作品。普段はホームレスとして生活し素性がつかめないことから「煙屋」と呼ばれる4人の殺し屋が、法律や国家では裁けない悪党を裁いていく物語。
『週刊ヤングマガジン』（講談社）にて、2015年13号から2017年31号まで連載。2018年にはテレビ東京とNetflixのタッグによりテレビドラマ化される。
続編『スモーキング・サベージ』が『ヤングキング』（少年画報社）2018年6号に読み切りとして掲載され、同年8月に新創刊された『ヤングキングBULL』（同）にて引き続き連載中。『スモーキング』は30話で打ち切りが決定し、急遽終了させたために、『スモーキング・サベージ』との間に多少整合性がない箇所がある。

## 登場人物

### スモーキング
4人は定住地を持たないホームレスだが、その正体は凄腕の殺し屋。
佐辺 重蔵（さべ じゅうぞう）
暗殺した人間の刺青の皮を剥がし、ホルマリン漬けにしたものを依頼人に送り届ける剥ぎ師（はぎし）で生計を立てる、白髪頭の老人。通称「佐辺ジイ」。元ヤクザの幹部で、それ以前は外科医をしていたという。トランプマジックが得意。ターゲットに最大限の苦痛を与えるべく、麻酔を使わず生きたまま皮を剥いだうえで殺害する。かつて「シークレット」という巨大暗殺部隊においてNo2の地位で活躍する実質部隊のエースであった。その刃物捌きから医者および、トランプなどの手品の腕前から魔術師という過去も推測されるが素性不明である。「スモーキング」のリーダー的存在であり、ゴロや八丁から一目置かれ、ヒフミンの親代わりでもある。ポリシーとして銃は絶対に使用しない。自分なりの正義にのっとり、弱者を労わり許せない悪は捌く（殺す）という持論を持つ。市販の煙草を吸うゴロや八丁と異なり葉巻を吸う。
ゴロ
潰師（つぶし）。素手で相手を潰す地下格闘技の元チャンピオン。得意技は両手で相手の顎を掴み引き裂く「顎裂き」。「ゴロ」の名前は地下格闘技のリングで「56番」と呼ばれていたため。スモーキングを立ち上げる仲間を探していた左辺は、地下格闘技で無敗を誇るゴロにヒフミと協力して覚せい剤を抜く治療を施した。佐辺から「自分の人生は自分で選んで良い」という言葉を聞き、地下格闘技から抜けることを決心する。ゴロを取り返しに来た地下格闘技の元締めとヤクザを壊滅させたのち、3人目のメンバーとしてスモーキングへ加入。途中、事件から自分より強い人物（ハレキン）に出会い、彼の住まいで修行すべく一時メンバーから外れる。佐辺からの「自分の人生は自分で選んで良い」という言葉に従った。紆余曲折あったが最終回では復活し、師匠のハレキンの仇を討ちラスボスである南無三（なむぞう）の打倒を果たした。その後、かねてより憧れていた弁当屋で働くシングルマザーのミナミと婚姻し、生まれた娘ともども家族4人で暮らしている。
八丁（はっちょう）
あらゆる武器を調達してくる物足師（ぶったし）。戦闘でも武器を使用。食糧となる廃棄弁当などの調達も担う。不器用なゴロとは対照的に運動神経に優れ、射撃以外にもゴルフや釣りなどを得意とする。実は優しい性格で子供なども労わる。関西弁のために相手ヤクザから馬鹿にされることがある（作品の舞台が関東のため）。ヒフミン、ゴロに次ぐ4人目のメンバーだが、スモーキングへの加入の経緯は語られていない。過去に武器調達の兄貴分が殺され、その弟である通名「キヨさん」と取引している。最終回における南無三兄弟との戦いにより片目と指を負傷し、「スモーキング」引退を言い残し去っていった。続編では武器屋兼情報屋として、引き続き「スモーキング」と懇意にしている。なお、「スモーキング」終了時のエピローグでは、事業を起こして裏稼業から足を洗い、ターゲットの忘れ形見である「雛」を養子に引き取り大阪へ帰っている。
ヒフミン
薬品調合によりオリジナルの劇薬を作り出す薬罪師（やくざいし）。「臭臭臭―」（必ず音読みで漢字3文字）など、独特の物言いが特徴的。作品内では随一の化学知識を誇るが、中身は純真無垢な少年のようで公園内の子供とも遊ぶ。小柄で実年齢（25歳）より若くみえる。児童から「コドモオジチャン」と呼ばれ慕われる一方、非行少年から暴力を受けるシーンもある。殺し屋としては感情的になることが多く、小さな悪も許さない性格。その知識とならび能力も凄まじく、市販された洗剤などを混合させ硫酸並の薬品を生み出し相手を攻撃できる。また、簡易的なクロロホルムも調合可能で、時にはターゲット以外の人間をも眠らせるなど、メンバーではかなりの重要人物である。八丁加入以前のゴロの世話にも付き添っていることから、佐辺の仲間としては一番の古株。「スモーキング」（喫煙者）のメンバーでは唯一の非喫煙者。ゴロから格闘技の手ほどきを受けており、勇敢にも南無三へ挑み一矢報いている。「スモーキング」引退後はプロボクサーとなり、フライ級日本ランカーに上り詰めた。

#### 追加メンバー
ミド
破壊師（はかいし）。子供のころから支えあってきた妹へ送金をするため地下格闘技「冷戦」に参戦。通称破壊師の310（ミド）。絶対王者ゴロ（56）を密かにあこがれ、いつか戦える日を心待ちにしていたが、その前に組長に拾われ暴力団のメンバーとなる。一度は足を洗ったが、妹を誘拐され暴力団へ戻るよう脅迫を受ける。誘拐された妹は薬を打たれすでに息絶えており、その復讐として組を壊滅させた。復讐の過程において「スモーキング」に出会う。佐辺から、ゴロの後釜としてスカウトされたが当初は気が進まなかった。その後、ホームレス仲間であるアンナカの無残な死と、その復讐を済ませたのちに佐辺たちへ頭を下げ「スモーキング」入りを決意した。最終回では結婚したゴロに代わってハレキンの住まいに居住し修行をする。またヒフミンへの格闘技指導を引き継いだ。「スモーキング」終了時のエピローグでは、美堂薫という戸籍を手に入れている。スモーキング解散後は三代目シークレットの主要メンバーとなった（関連作品「D.B.S」）。
年齢は22歳（「スモーキング」時）でありヒフミンより年下（ゴロおよび八丁は年齢不明だがヒフミンより年長であると作中にて明言されている）。喫煙者。身長は190センチメートル。
九条
本人いわく暴対法(実際は所属組内にて自身の舎弟に対する暴行に起因した揉め事で逃走)によって流れ着くようにホームレスとなった元ヤクザ。自身の現状に苛立ち周囲へ当たり散らしていた。ヤクザ時代に「スモーキング」の存在を知りその姿を探し続けていた。その話をした夜、クロロホルムで眠らされミドらに同行するかたちで「スモーキング」の仕事に携わる。動揺するも仕事後にメモを受け取り、翌日メモにあった廃車場を訪れ「スモーキング」のメンバーと顔を合わせた。佐辺から「スモーキング」の掟を聞かされるが命を託すと告げメンバーとなった。
アカシとヒロシ
ヒフミンの後任で様々な拷問を得意とする兄弟。通称落吐士（おとし）。初代シークレットのメンバーの双子で氏名は凡野で兄がヒロシで弟がアカシで見た目とズレた感覚から九条（アカシがヤクザ時代の舎弟の面影が似ていた）からはゆるキャラ兄弟と言われているのと兄弟揃ってツッコまれている。もともとは砂地の飼い殺しを恐れた松戸が紹介したヤクザ組織の拷問担当だった。しかしヒロシ（兄）の行き過ぎた行動により警察から組織がマークされたため兄弟ともども破門になっている。拷問技術は、かつて行なっていた動物虐待を見兼ねた松戸が授けた技のほか、お互いを拷問することで腕を磨いてきた（そのため兄弟揃って片目が義眼）。アカシはしっかり者で饒舌なのに対し、ヒロシは近付かなければ確認できないほど小声で話す。またホームレスとなってから松戸の愛猫と接する機会の長さが影響したのか語尾に「ニャア」をつける。拷問の場面では興奮すると先走りがちな兄を弟が制止することもある。残虐な拷問の様子は九条が冷や汗をかくほど。対人戦闘においても、九条の所属した組員全員を制圧したり、身長差のあるテコンドー使いを破るなどミドに劣らない実力を持つ。

### 関係者
ハレキン
年齢は中年から初老と思しき、ベテランのグラッパー（殴り屋）。その強さは地下格闘技チャンピオンのゴロですら歯が立たないレベル。自身の前非を悔い山小屋で生活していた。思いがけずスモーキングと事を構えたが和解し、のちにゴロが弟子入りした。南無三に殺害される。
松戸（まつど）
佐辺の同僚だった元「シークレット」のメンバー。佐辺と同じく初老であり、「シークレット」では自白させるための拷問を担当。佐辺の過去を知る人物で、「シークレット」内の情報に詳しい。立ち退きを迫るヤクザにアパートで四苦八苦するも、佐辺と共にヤクザを倒し同じくホームレス生活となった。愛猫のためにずるい手を使い、それをゴロから咎められ以後は同じ職業（ホームレス特有の空き缶回収）に就く。シークレット時代は「悪魔のビリケン」と呼ばれ、拷問において手足切断を行った過去がある。アカシとヒロシの親代わりでもあり拷問技術の師だった（凡野兄弟は尊敬の念を抱いている）。「スモーキング」のメンバーではないが、陰ながら助言は送っている。ゴロが去った後は空き缶回収エリアも引き継いでいる。名前である松戸の由来は「マッド」から。
宅士健
暴力団組織である十一會元若頭。佐辺の所属していた「シークレット」三代目会長でもあり、七三分けと額に右寄りの十字傷があるクールな雰囲気の男。九条の所属した組の長が依頼した組織に、自身の所属組織を壊滅させられてしまう。その後、部下の志場と共に佐辺の元を訪れ「シークレット」三代目の継承を宣言した。手始めに組壊滅の要因となった組長を拷問の末に殺害。漁業に勤しむ傍ら志場と共に三代目「シークレット」メンバー集めに奔走している。
シクロ

### 敵勢力
砂地彰
毛沼将也
獅子神

## 書誌情報
- 岩城宏士『スモーキング』 講談社〈ヤンマガKCスペシャル〉、全5巻
  1. 2015年10月6日発売[6]、ISBN 978-4-06-382683-8
  2. 2016年5月6日発売[7]、ISBN 978-4-06-382771-2
  3. 2016年10月6日発売[8]、ISBN 978-4-06-382861-0
  4. 2017年4月6日発売[9]、ISBN 978-4-06-382948-8
  5. 2017年9月6日発売[10]、ISBN 978-4-06-510156-8
- 岩城宏士『スモーキング』講談社〈講談社プラチナコミックス〉、全2巻
  1. 奇癖の殺し屋4人衆、暴発出撃編 2018年4月25日発売[11]、ISBN 978-4-06-511942-6 - 第1巻から第3巻までの内容を収録[11]
  2. さらば怪老、旅立ちの打打発止編 2018年6月13日発売[12]、ISBN 978-4-06-512344-7 - 第3巻から第5巻までの内容を収録[12]
- 岩城宏士『新装版 スモーキング』少年画報社〈ヤングキングコミックス〉、上下巻[13]
  - 2019年5月27日発売[14][15]、(上)ISBN 978-4-7859-6439-9 （下）ISBN 978-4-7859-6440-5
- 岩城宏士『スモーキング・サベージ』少年画報社〈ヤングキングコミックス〉、既刊12巻（2024年12月23日現在）
  1. 2018年11月26日発売[16][17]、ISBN 978-4-7859-6333-0
  2. 2019年3月25日発売[18]、ISBN 978-4-7859-6406-1
  3. 2019年10月28日発売[19]、ISBN 978-4-7859-6542-6
  4. 2020年4月13日発売[20]、ISBN 978-4-7859-6651-5
  5. 2020年10月26日発売[21]、ISBN 978-4-7859-6782-6
  6. 2021年5月24日発売[22]、ISBN 978-4-7859-6918-9
  7. 2021年11月22日発売[23]、ISBN 978-4-7859-7036-9
  8. 2022年5月23日発売[24]、ISBN 978-4-7859-7142-7
  9. 2022年11月28日発売[25]、ISBN 978-4-7859-7277-6
  10. 2023年5月22日発売[26]、ISBN 978-4-7859-7400-8
  11. 2024年1月22日発売[27]、ISBN 978-4-7859-7594-4
  12. 2024年12月23日発売[28]、ISBN 978-4-7859-7831-0

## テレビドラマ
2018年4月20日から7月6日までテレビ東京系の木ドラ25枠で放送。7月27日からはNetflixで配信される。主演は石橋凌。

### キャスト
- 左辺重蔵 - 石橋凌
- 八丁 - 金子ノブアキ
- ゴロ - 丸山智己
- ヒフミン - 吉村界人
- 槙野ミナミ - 橋本マナミ
- 松戸 - 螢雪次朗
- 若林 - 山中崇
- 毛沼将也 - 高橋和也
- 砂地彰 - 麿赤兒
- 榊原正幸 - 松田龍平

### スタッフ
- 原作 - 岩城宏士
- 脚本 - 根本ノンジ、粟島瑞丸、守口悠介
- 監督 - 権野元、元木隆史
- 音楽 - 遠藤浩二
- 楽曲制作 - BACHLOGIC
- 主題歌 - AKLO「Dirty Work」（トイズファクトリー）
- チーフプロデューサー - 大和健太郎
- プロデューサー - 五箇公貴、向井達矢、平体雄二
- 共同プロデューサー - 坂本和隆
- コンテンツプロデューサー - 鎌仲佑允
- 制作 - テレビ東京・ラインバック

### 放送日程
| 各話   | 放送日  | サブタイトル | 脚本       | 監督     |
| ------ | ------- | ------------ | ---------- | -------- |
| 第1話  | 4月20日 | 剥師         | 根本ノンジ | 権野元   |
| 第2話  | 4月27日 | 仁義         | 根本ノンジ | 元木隆史 |
| 第3話  | 5月04日 | 再会         | 粟島瑞丸   | 元木隆史 |
| 第4話  | 5月11日 | 友人         | 守口悠介   | 元木隆史 |
| 第5話  | 5月18日 | 別離         | 守口悠介   | 権野元   |
| 第6話  | 5月25日 | 贖罪         | 根本ノンジ | 権野元   |
| 第7話  | 6月01日 | 慕情         | 粟島瑞丸   | 元木隆史 |
| 第8話  | 6月08日 | 奴隷         | 守口悠介   | 権野元   |
| 第9話  | 6月15日 | 冷戦         | 粟島瑞丸   | 権野元   |
| 第10話 | 6月22日 | 記憶         | 根本ノンジ | 権野元   |
| 第11話 | 6月29日 | 解散         | 根本ノンジ | 権野元   |
| 最終話 | 7月06日 | 悪魔         | 根本ノンジ | 権野元   |

| テレビ東京 木ドラ25                      | テレビ東京 木ドラ25                     | テレビ東京 木ドラ25                   |
| 前番組                                   | 番組名                                  | 次番組                                |
| ---------------------------------------- | --------------------------------------- | ------------------------------------- |
| モブサイコ100 （2018年1月19日 - 4月6日） | スモーキング （2018年4月20日 - 7月6日） | 恋のツキ （2018年7月27日 - 10月12日） |